# Tania Cagnotto
Tania Cagnotto (Bolzano, 15 maggio 1985) è un'ex tuffatrice e dirigente sportiva italiana.
È l'unica donna italiana ad aver vinto una medaglia d'oro mondiale individuale nei tuffi, oltre ad essere la tuffatrice europea con il maggior numero di podi in carriera. A Rio de Janeiro 2016 si è aggiudicata la medaglia di bronzo dal trampolino di 3 metri e quella d'argento nel trampolino sincro in coppia con Francesca Dallapé.
È considerata la più grande tuffatrice italiana di tutti i tempi.

## Biografia
È figlia d'arte, in quanto il padre (e suo allenatore) Giorgio Cagnotto ha vinto numerose medaglie in campo mondiale ed europeo nel corso degli anni settanta, mentre la madre, Carmen Casteiner, dominava la scena italiana dei tuffi in campo femminile nello stesso periodo.

### Carriera

#### 1999-2004
Dopo essersi imposta a livello giovanile nel 1999, 2000 e 2001, si è affermata successivamente a livello assoluto nel panorama europeo. Agli Europei di Berlino 2002 ha vinto il bronzo dal trampolino sincronizzato dai 3 metri con Maria Marconi e l'argento dalla piattaforma. Agli Europei di Madrid 2004 ha vinto il bronzo dal trampolino da 1 metro e l'oro dalla piattaforma.

#### 2005-2008
A livello mondiale ha vinto la medaglia di bronzo dal trampolino da 3 metri ai Mondiali di Montréal nel 2005. Si tratta della prima medaglia mondiale vinta da una tuffatrice italiana. Durante il biennio 2005-2006, Tania si trasferisce nelle strutture dell'Università di Houston per potersi allenare con la direttrice tecnica che ha formato agonisticamente la tuffatrice russa Julija Pachalina, da sempre ritenuta dalla bolzanina il modello di tuffatrice ideale, aggiudicandosi diverse volte il titolo di Women's Swimmer and Diver of the Week (nuotatrice e tuffatrice della settimana); l'arrivo dell'uragano Rita interrompe bruscamente la permanenza in Texas.
Il 24 marzo 2007, riconquista il terzo posto ai Mondiali di Melbourne. L'anno successivo, ai Campionati europei di nuoto 2008 di Eindhoven conquista la medaglia d'oro nell'individuale e il bronzo nel sincro dalla piattaforma, in coppia con Noemi Batki.
Il 17 agosto 2008, nella finale trampolino 3 metri, ai Giochi olimpici di Pechino si classifica quinta con 349,20 punti, suo record personale in una manifestazione internazionale, ottenendo per la prima volta più di ottanta punti con un singolo tuffo.

#### 2009-2012
Il 3 aprile 2009 ai Campionati europei di Torino vince, con 290,90 punti, l'oro nella finale del trampolino da un metro precedendo di circa dieci punti la connazionale Maria Marconi, sancendo così una storica doppietta per l'Italia. Il giorno dopo arriva la medaglia d'oro anche nella gara del trampolino 3 metri con un punteggio di 345,85, bissando il successo colto il giorno prima nel trampolino da un metro. Il 5 aprile 2009 si aggiudica il terzo oro consecutivo, questa volta nella gara sincro nel trampolino da 3 metri, in coppia con Dallapé, contribuendo in modo determinante allo storico record di sette medaglie conquistate dall'Italia nella manifestazione europea e diventando così la prima tuffatrice, la seconda in assoluto dopo Dmitrij Sautin, ad aggiudicarsi tre ori in una sola edizione dei Campionati europei.
Il 21 luglio 2009, ai Campionati mondiali di nuoto a Roma conquista la medaglia di bronzo con 341,25 punti nel trampolino da 3 metri, il terzo bronzo iridato consecutivo nella specialità dopo quelli di Melbourne 2007 e di Montréal 2005.
Tre giorni dopo, sempre con Dallapé, conquista la prima medaglia d'argento nella storia dei tuffi femminili italiani nel sincro al trampolino da 3 metri con il punteggio di 329,70. Giunge in finale anche nel trampolino da 1 metro, finendo la gara al quarto posto.
Il 10 agosto 2010, ai campionati europei di nuoto di Budapest, conquista la medaglia d'oro nei tuffi dal trampolino da un metro con 299,70 punti davanti alla svedese Anna Lindberg. Dopo qualche giorno, nella finale del trampolino da 3 metri, dove parte favorita per la lotta all'oro, arriva a fatica sesta tra la delusione di tutto il team Italia. Nella stessa competizione, il 15 agosto 2010, in coppia con Francesca Dallapé, Cagnotto sale sul gradino più alto del podio della gara di tuffi del sincro dal trampolino di 3 metri, con il punteggio di 327,90.
L'11 marzo 2011 conquista la medaglia d'oro ai Campionati europei di tuffi di Torino 2011 dal trampolino da 1 metro femminile, ottenendo anche il nuovo record di punti a livello europeo (312,05 punti). L'azzurra ha preceduto la russa Nadežda Bažina e la svedese Anna Lindberg. Nella stessa manifestazione conquista anche il bronzo nel trampolino da 3 metri e l'oro dai 3 metri nel sincronizzato, con la compagna Francesca Dallapé.
Dopo l'incidente del 19 maggio 2011, aveva sospeso la preparazione e messo in dubbio la sua presenza a Shanghai 2011. Recuperata, anche se non del tutto, per le gare cinesi, ha partecipato in non perfette condizioni alla gara del trampolino sincro da 3 metri con la Dallapé arrivando sesta. il 19 luglio 2011, dopo essersi qualificata per la finale con il dodicesimo e ultimo posto disponibile, ha ottenuto un mirabile terzo posto dal trampolino da 1 metro femminile, precedendo per il podio Maria Marconi.

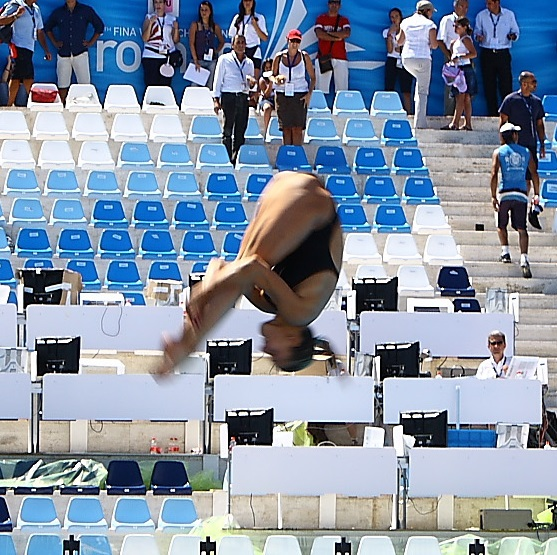
Tania Cagnotto esegue un tuffo ai campionati mondiali di Roma 2009

Il 29 luglio 2012, ai Giochi olimpici di Londra, arriva ai piedi del podio nei 3 metri sincro insieme a Dallapé per solo 2,70 punti. Il 5 agosto successivo nel trampolino da tre metri si classifica nuovamente quarta, questa volta per soli 20 centesimi, dopo aver chiuso le qualificazioni al terzo posto e la semifinale dietro solo a Wu Minxia.

#### 2013-2016
Il 21 giugno 2013, durante i campionati europei svoltisi a Rostock, vince la medaglia d'oro nel trampolino da 1 metro.
Nelle giornate successive vince la medaglia d'argento nel trampolino dai tre metri ed anche il quinto oro consecutivo nel sincro con la fedele compagna Dallapé. Tania Cagnotto conquista così la 19º medaglia continentale, superando lo storico record dello zar Dmitrij Sautin.
Il 20 luglio 2013, nella prima giornata di gare dei campionati mondiali di Barcellona 2013, vince nel sincro 3 m la medaglia d'argento in coppia con Francesca Dallapé. Quanto alla gara da un metro, il 23 luglio 2013, al termine di una gara condotta in testa fin dal secondo giro di tuffi, perde la medaglia d'oro per soli 10 centesimi a favore della cinese He Zi, conquistando così un argento che è comunque storico in quanto è il primo conquistato in una gara individuale. Infine il 27 luglio 2013, nella gara individuale dai 3 metri, si classifica al 4º posto.
Il 20 agosto 2014, durante i Campionati europei di nuoto a Berlino, vince la medaglia d'oro nella gara del trampolino da un metro con un punteggio di 289,30. Il 23 agosto 2014, assieme alla compagna Francesca Dallapé conquista il sesto oro consecutivo in una competizione europea nella gara di sincro dal trampolino dei tre metri con il punteggio di 328,50. Il giorno seguente porta a casa la medaglia d'argento nella gara dal trampolino 3 m con il punteggio di 318,25.
Il 12 giugno 2015 ai Campionati europei di tuffi a Rostock vince la sua quindicesima medaglia d'oro in un campionato europeo nella finale del trampolino da un metro davanti alla russa Nadežda Bažina, seconda classificata e alla ucraina Olena Fedorova, terza. Il giorno seguente è ancora oro nel trampolino tre metri sincro in coppia con Francesca Dallapé, staccando di circa dieci punti la coppia tedesca, bronzo per la Russia. Dopo tale successo il duo italiano passa alla storia per essere diventata la coppia più longeva e vincente nel mondo dei tuffi.
Il 14 giugno 2015, Tania conquista la medaglia d'oro nel trampolino tre metri ottenendo il pass olimpico per Rio 2016 e il record personale di tre ori nelle tre gare disputate che mancava dai Campionati europei di tuffi 2009.
Il 28 luglio 2015, ai campionati mondiali di nuoto di Kazan', in Russia, conquista il suo primo titolo iridato (prima italiana nella storia), trionfando nella gara del trampolino da 1 metro sconfiggendo le due avversarie della nazionale cinese Shi Tingmao e He Zi. Il 1º agosto vince il bronzo dal trampolino da 3 metri, il giorno dopo bissa il risultato nel sincro da 3 metri  misto con Maicol Verzotto, mentre in coppia con Dallapé chiude quinta.
Ai Giochi di Rio de Janeiro 2016 conquista l'argento nel trampolino da 3 metri sincronizzato con Dallapé e il bronzo sempre nel trampolino da 3 metri, preceduta proprio dalle cinesi Shi Tingmao e He Zi.

#### 2017-2020
Nonostante nelle interviste dopo Rio 2016 avesse annunciato il ritiro dalle competizioni, Cagnotto prende parte ai campionati assoluti del 2017, in programma in maggio a Torino, in cui conquista il suo tredicesimo titolo italiano nel trampolino da 1 metro. A partire dai campionati mondiali di nuoto 2017 di Budapest fa il suo esordio come commentatrice tecnica per la RAI.
Nel maggio 2019 torna alle competizioni, partecipando ai campionati nazionali in coppia con Dallapé nel sincro da tre metri, in vista di una possibile partecipazione ai Giochi olimpici di Tokyo 2020. Le due si piazzano seconde dietro alla coppia formata da Elena Bertocchi e Chiara Pellacani, ma nell'estate 2020, in seguito alla posticipazione dei Giochi olimpici a causa della Pandemia di COVID-19 ed alla seconda gravidanza, annuncia il definitivo ritiro dall'attività agonistica.

### Dopo il ritiro
Nel 2023 ha annunciato l'intenzione di diventare mental coach e nello stesso anno è stata inserita nella Walk of Fame dello sport italiano. L'anno successivo è diventata prima membro del consiglio federale e poi, il 28 ottobre, vicepresidente della Federazione Italiana Nuoto. Dal giugno 2025 è dirigente della giunta nazionale del CONI.

### Attività extra-sportive
- Nel 2009 è testimonial di uno degli spot sulla sicurezza stradale "Sulla buona strada" per la regia di Massimo Coglitore, prodotto dal Ministero delle infrastrutture e dei trasporti.
- Nel 2012, in collaborazione col giornalista Stefano Bizzotto, pubblica la propria autobiografia, intitolata Che tuffo, la vita!, edizione Lìmina.
- Nello stesso anno è ospite speciale in una puntata di Scherzi a parte con Luca Bizzarri e Paolo Kessisoglu.
- Nel 2013 è protagonista della copertina di aprile[30] di Playboy Italia; all'interno della medesima rivista compare in un servizio di foto di nudo artistico.
- Nello stesso anno partecipa al talent show di Rai 1 Altrimenti ci arrabbiamo, di cui risulta vincitrice.[31]
- Nell'ambito del Festival di Sanremo 2014 è, insieme a Francesca Dallapé, tra i "proclamatori" che annunciano le canzoni che passano il turno.
- Nel 2015 partecipa alla quarta puntata dello show di Rai 2 Stasera tutto è possibile.
- Nel 2016 partecipa nuovamente al programma Stasera tutto è possibile.
- Nel 2016 e nel 2017 partecipa, come concorrente, allo show Dance Dance Dance (nell'edizione italiana), in coppia con il collega Giovanni Tocci.

### Vita privata
Il 24 settembre 2016 sposa all'isola d'Elba Stefano Parolin, da cui ha due figlie: la primogenita Maya, nata a Bolzano il 23 gennaio 2018, e la secondogenita Lisa, nata nella stessa città il 5 marzo 2021.

## Palmarès
| Giochi olimpici             | ---                   | trampolino 3 m    | trampolino sincro | piattaforma           | ---                   | ---                     |
| 2000 Sydney Australia       | ---                   | 18ª in semifinale | ---               | ---                   | ---                   | ---                     |
| 2004 Atene Grecia           | ---                   | 8ª                | ---               | 8ª                    | ---                   | ---                     |
| 2008 Pechino Cina           | ---                   | 5ª                | ---               | 13ª in semifinale     | ---                   | ---                     |
| 2012 Londra Regno Unito     | ---                   | 4ª                | 4ª                | ---                   | ---                   | ---                     |
| 2016 Rio Brasile            | ---                   | Bronzo            | Argento           | ---                   | ---                   | ---                     |
| Campionati mondiali         | trampolino 1 m        | trampolino 3 m    | trampolino sincro | piattaforma           | piattaforma sincro    | trampolino sincro misto |
| 2001 Fukuoka Giappone       | ---                   | 6ª                | ---               | 23ª in qualificazione | el. in qualificazione | ---                     |
| 2003 Barcellona Spagna      | ---                   | 13ª in semifinale | ---               | 11ª in semifinale     | ---                   | ---                     |
| 2005 Montréal Canada        | ---                   | Bronzo            | ---               | 10ª                   | ---                   | ---                     |
| 2007 Melbourne Australia    | ---                   | Bronzo            | ---               | 13ª in semifinale     | ---                   | ---                     |
| 2009 Roma Italia            | 4ª                    | Bronzo            | Argento           | ---                   | ---                   | ---                     |
| 2011 Shanghai Cina          | Bronzo                | 9ª                | 6ª                | ---                   | ---                   | ---                     |
| 2013 Barcellona Spagna      | Argento               | 4ª                | Argento           | ---                   | ---                   | ---                     |
| 2015 Kazan Russia           | Oro                   | Bronzo            | 5ª                | ---                   | ---                   | Bronzo                  |
| Europei di nuoto e di tuffi | trampolino 1 m        | trampolino 3 m    | trampolino sincro | piattaforma           | piattaforma sincro    | trampolino sincro misto |
| 2000 Helsinki Finlandia     | 11ª in qualificazione | 7ª                | 5ª                | ---                   | ---                   | ---                     |
| 2002 Berlino Germania       | ---                   | 6ª                | Bronzo            | Argento               | ---                   | ---                     |
| 2004 Madrid Spagna          | Bronzo                | 5ª                | 5ª                | Oro                   | ---                   | ---                     |
| 2006 Budapest Ungheria      | ---                   | 4ª                | ---               | 9ª                    | ---                   | ---                     |
| 2008 Eindhoven Paesi Bassi  | ---                   | 4ª                | ---               | Oro                   | Bronzo                | ---                     |
| 2009 Torino Italia          | Oro                   | Oro               | Oro               | ---                   | ---                   | ---                     |
| 2010 Budapest Ungheria      | Oro                   | 6ª                | Oro               | ---                   | ---                   | ---                     |
| 2011 Torino Italia          | Oro                   | Bronzo            | Oro               | ---                   | ---                   | ---                     |
| 2012 Eindhoven Paesi Bassi  | Argento               | 4ª                | Oro               | ---                   | ---                   | ---                     |
| 2013 Rostock Germania       | Oro                   | Argento           | Oro               | ---                   | ---                   | ---                     |
| 2014 Berlino Germania       | Oro                   | Argento           | Oro               | ---                   | ---                   | ---                     |
| 2015 Rostock Germania       | Oro                   | Oro               | Oro               | ---                   | ---                   | ---                     |
| 2016 Londra Regno Unito     | Oro                   | Oro               | Oro               | ---                   | ---                   | Argento                 |
| Mondiali giovanili          | trampolino 1 m        | trampolino 3 m    | trampolino sincro | piattaforma           | ---                   | ---                     |
| 1999 Pardubice Rep. Ceca    | Argento               | Argento           | ---               | Oro                   | ---                   | ---                     |
| 2000 Calgary Canada         | Argento               | Oro               | ---               | Oro                   | ---                   | ---                     |
| 2002 Aquisgrana Germania    | Argento               | Oro               | 4ª                | Argento               | ---                   | ---                     |
| Europei giovanili           | trampolino 1 m        | trampolino 3 m    | trampolino sincro | piattaforma           | ---                   | ---                     |
| 1999 Aquisgrana Germania    | ---                   | Oro               | ---               | Oro                   | ---                   | ---                     |
| 2000 Istanbul Turchia       | Bronzo                | Oro               | Oro               | Oro                   | ---                   | ---                     |
| 2001 La Valletta Malta      | Bronzo                | Oro               | ---               | Argento               | ---                   | ---                     |
| 2003 Edimburgo Regno Unito  | Oro                   | Oro               | 5ª                | Oro                   | ---                   | ---                     |

### Altri risultati
- Giochi mondiali militari

2003: Catania,  Italia
Trampolino da 1 metro: bronzo

### Campionati italiani
47 titoli, così ripartiti:
- 13 nel trampolino da 1 m
- 17 nel trampolino da 3 m
- 5 nella piattaforma da 10 m
- 12 nel trampolino sincro da 3 m

## Riconoscimenti
- Atleta altoatesina dell'anno 2010.[45]
- LEN Award: 2009, 2011, 2012, 2013, 2014, 2015, 2016.
- Donna dell'anno ai Gazzetta Sports Awards 2016.